# 猿和田駅
猿和田駅（さるわだえき）は、新潟県五泉市猿和田にある、東日本旅客鉄道（JR東日本）磐越西線の駅である。

## 歴史

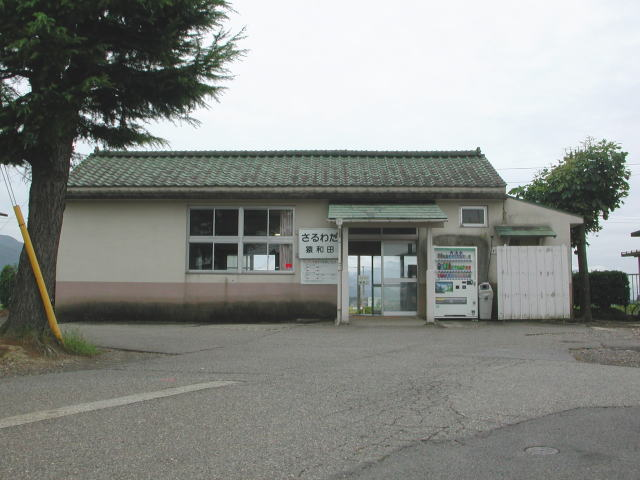
旧駅舎（2004年9月）

- 1951年（昭和26年）4月1日：新津 - 馬下間ガスカー運転開始に伴い、ガスカー停留所として開設[4]。
- 1955年（昭和30年）8月15日：日本国有鉄道の駅として開業[1][3]。
- 1963年（昭和38年）5月1日：業務委託駅となる[5]。
- 1984年（昭和59年）2月1日：荷物の扱いを廃止[6]。
- 1985年（昭和60年）3月14日：無人化[7]。
- 1987年（昭和62年）
  - 4月1日：国鉄分割民営化により、JR東日本の駅となる[8]。
  - 11月：地下道が完成[9]。
- 2009年（平成21年）9月16日：駅舎を改築[10][2]。
- 2014年（平成26年）3月15日：同日のダイヤ改正で馬下 - 五泉間の昼間1往復が減便となり、代わって時間帯が近接する快速「あがの」下りの停車を開始。

## 駅構造
単式ホーム1面1線を有する地上駅である。
新津駅管理の無人駅となっている。駅舎の中央を通路が通り、その右側が待合室で左側がトイレとなっている。駅舎東側（徒歩約1分）には地下通路が設置されている。

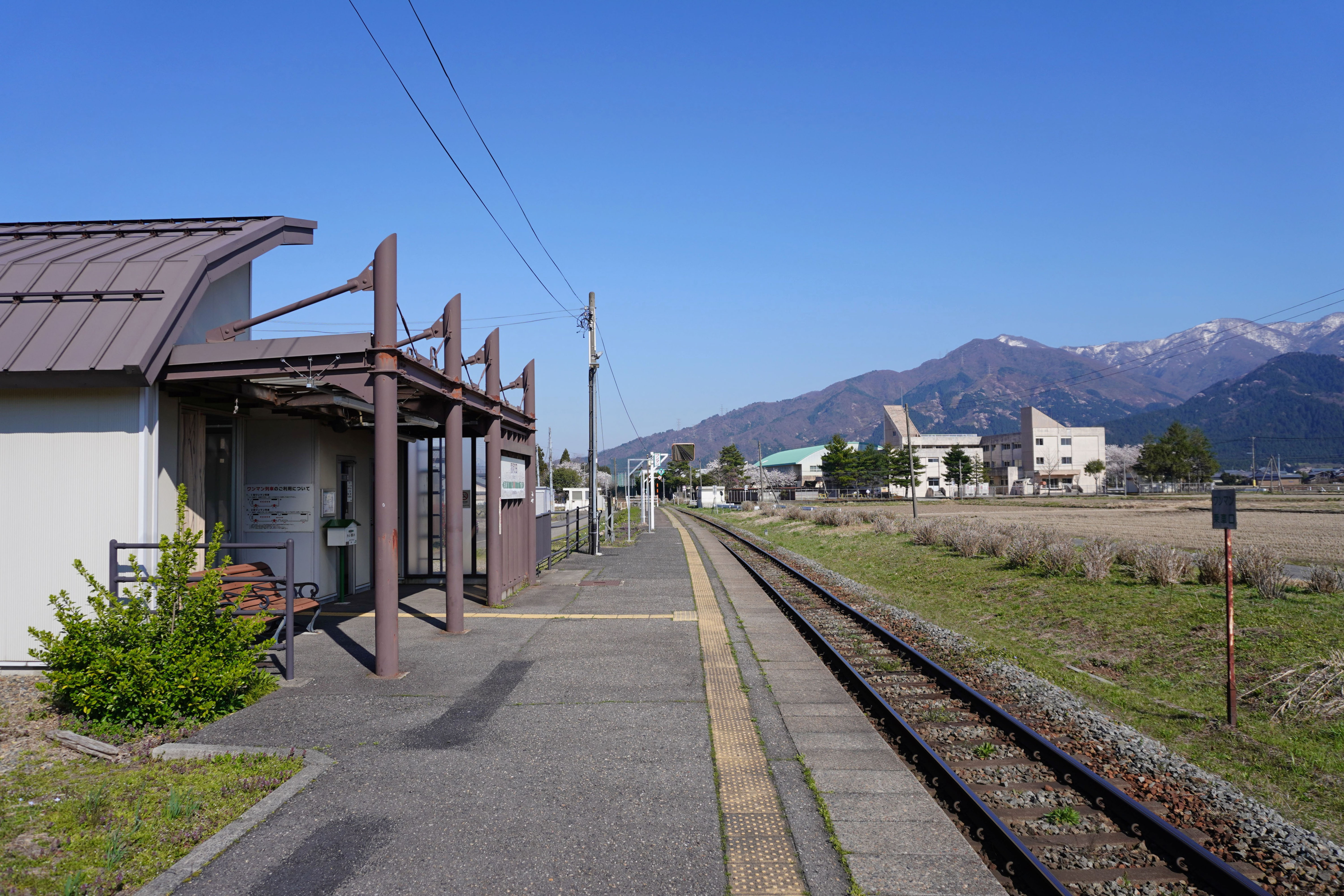
ホーム（2023年4月）

## 駅周辺
- 国道290号
- 猿和田郵便局
- 五泉警察署猿和田駐在所
- 五泉市立川東中学校
- 五泉市立川東小学校
- どばしっこ清水

### バス路線
周辺に定路線型のバス路線は存在しないが、五泉市全域をエリアとするデマンド交通「ごせん乗合タクシー さくら号」が利用できる。

## 隣の駅
東日本旅客鉄道（JR東日本）
■磐越西線
■快速（下りのみ運転）・■普通
馬下駅 - 猿和田駅 - 五泉駅